# Gulfstream G650
El Gulfstream G650 és un avió de negocis bireactor fabricat per Gulfstream Aerospace. És designat Gulfstream GVI en el seu certificat de tipus i pot transportar entre 11 i 18 passatgers segons la configuració. Gulfstream començà a treballar en el programa G650 el 2005 i l'anuncià al públic el 2008. Es tracta de l'avió de negocis més gran que fabrica l'empresa, així com el més ràpid, amb una velocitat punta de Mach 0,925.